# St. Leonhard (Asbrunn)

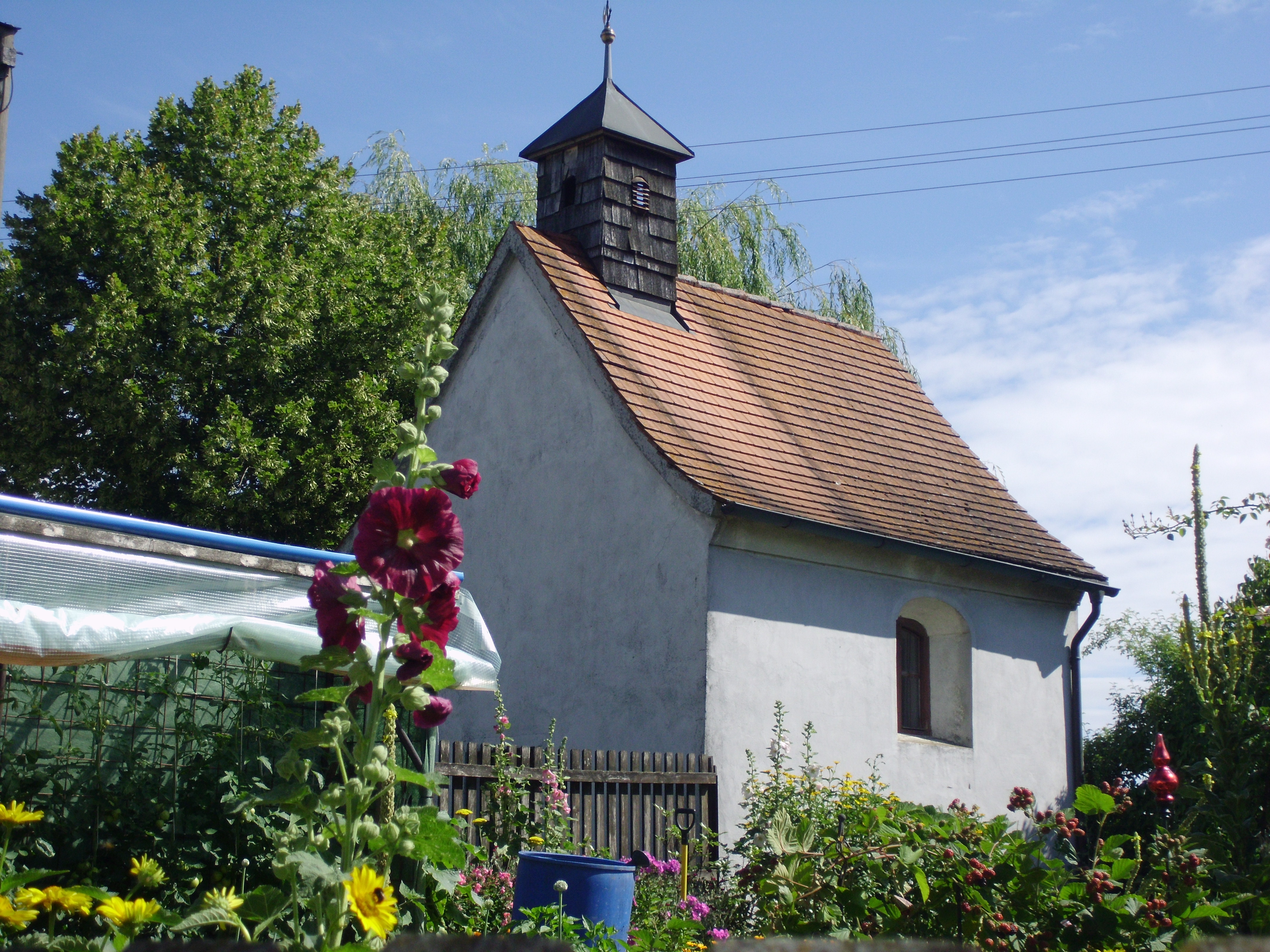
Kapelle St. Leonhard in Asbrunn

Die Kapelle St. Leonhard in Asbrunn, einem Ortsteil der Gemeinde Rennertshofen im oberbayerischen Landkreis Neuburg-Schrobenhausen, wurde 1737 errichtet. Die barocke Kapelle bei Haus Nr. 1 ist ein geschütztes Baudenkmal.
Der kleine Satteldachbau auf quadratischem Grundriss besitzt eine segmentbogige Tür und Fenster. Der Dachreiter wird von einem Zeltdach gedeckt.
Im Innern steht eine spätgotische Holzskulptur der Madonna aus dem Ende des 15. Jahrhunderts mit neuer Fassung.